# Obusier de 155 mm C modèle 1881
Die so bezeichnete Obusier de 155 mm C modèle 1881 war eine Haubitze, die von Colonel Charles Ragon de Bange entwickelt und von der französischen Armee während des Ersten Weltkrieges eingesetzt wurde.

## Geschichte
Am 11. Mai 1874 wurden drei Typen von Langrohrkanonen des Systems de Bange (Canon de 120 mm L modèle 1878, Canon de 155 mm L modèle 1877, Canon de 240 mm modèle 1884) und zwei Mörser (Mortier de 220 mm modèle 1880 und Mortier de 270 modèle 1885) von der französischen Armee in Auftrag gegeben. Die „155C mle 1881“ war für ihre Zeit bereits ein modernes Geschütz, da es, anstelle aus Gusseisen wie das Vorgängermodell „Canon de 240 mm mle 1870-87“, ganz aus Stahl gefertigt wurde.

## Konzeption
Im Gegensatz zur „Canon de 155 mm L modèle 1877“ wurde die „155C mle 1881“ als Haubitze mit der Vorgabe der kürzeren Schussweite durch größere Rohrerhöhung konzipiert.
Die Lafette für die Haubitze „155C mle 1881“ war wie ein Schwanenhals geformt, das Rohr war aus Stahl und mit einem Verschluss vom System de Bange ausgestattet. Die ersten Geschütze waren noch nicht mit einem hydraulischen Rohrrücklauf ausgerüstet, weshalb sie nach jedem Schuss neu eingerichtet werden mussten, was sich nachteilig auf die Kadenz auswirkte. Zum Transport wurden Lafette und Rohr in eine zweirädrige Achse eingehängt, das Ganze wurde mit einer Protze verbunden. Das In-Stellung-Bringen benötigte 2½ Arbeitsstunden.

## Erster Weltkrieg
Obwohl die Mehrheit der kriegführenden Länder über schwere Artillerie verfügten, hatte man zu diesem Zeitpunkt noch nicht bedacht, welche Rolle sie noch nach der Stabilisierung der deutsch-französischen Front spielen sollte. Die Land- und Küstenbefestigungen sowie die Arsenale lieferten nach kurzer Zeit ihre schweren Geschütze an die Front ab. Dafür wurden Feldgeschützlafetten oder Eisenbahnlafetten gebaut, um die schwere Artillerie so mobil zu machen, dass sie dort eingesetzt werden konnte, wo es nötig war, um Gräben und Betonbefestigungen zu überwinden.
Bei Beginn des Ersten Weltkrieges standen ungefähr 237 der „155C mle 1881“ zur Verfügung. Sie wurden als Belagerungs- und Festungsgeschütze klassifiziert und den Fußartillerieregimentern der Festungen zugewiesen. Trotzdem wurden sie oftmals auch in Feldstellungen eingesetzt. Trotz der nur geringen Reichweite waren sie bekannt für ihre Treffergenauigkeit und wurden daher gerne für den indirekten Schuss eingesetzt.

## Varianten
- Porté[4] – Eine unbekannte Anzahl der Haubitze „155C mle 1881“ wurde auf der Ladefläche von Lastwagen montiert, um so eine mobile Artillerie zu schaffen. Die Rohre zeigten nach vorne und ragten über das Dach des Fahrerhauses.[5]
- Tourelle de 155 C type de Montluçon – Verwendung in den Geschützpanzertürmen dieses Typs in den Befestigungen von Lucey.[6]
- Affût-truck Peigné, Canet mle 1897[7] – entwickelt von Lieutenant-colonel Peigné und dem Ingenieur Gustave Canet zu Beginn des 20. Jahrhunderts. Die Kanonen wurden auf Feldeisenbahnwaggons der Ringeisenbahn der Festen Plätze Verdun, Toul, Épinal und Belfort montiert. Die Lafette wurde mit einem Mittelpivot ausgestattet, was dem Geschütz eine hohe Elevation und einen Seitenrichtbereich von 360° ermöglichte. Gleichzeitig wurde eine hydraulische Rücklaufbremse eingebaut.[8] Diese Art der Lafettierung ermöglichte eine schnelle Verlegung der Feuerkraft und eine effektive Möglichkeit der Versorgung mit Munition.[9]
- Canon obusier de 155 mm mle 1881/12 Filloux[10] – Mit einem Modernisierungsprogramm im Jahr 1912 wurde das Rohr auf eine Lafette mit hydropneumatischer Rohrrücklaufbremse gesetzt. Dadurch wurde allerdings der Höhenrichtbereich auf nur noch 24° begrenzt. Diese Lafette ging auf einen Entwurf von Colonel Louis Filloux zurück. Beim Abfeuern wurde das auf einem Schlitten montierte Rohr durch den Rückstoß auf Schienen schräg nach oben bewegt und dabei durch die hydropneumatische Bremse abgefangen. Durch die Schwerkraft glitt es dann in seine ursprüngliche Position zurück. Diese Technik erhöhte die Kadenz, indem die Zeit, die zum Aufbau des Geschützes erforderlich war, verringert wurde.
- Canon de 155 mm C mle 1890 Baquet[11] – Das Rohr wurde auf eine Feldgeschützlafette gesetzt und so die Beweglichkeit verbessert und der Pferdezug wesentlich erleichtert. Die Lafette bestand aus zwei Teilen, der Rohrwiege und einem Untergestell, das auf der Radachse befestigt war und zwischen den Rädern über eine Bodenabstützung verfügte. Auch hier war eine hydraulische Rücklaufbremse vorhanden. Bauartbedingt, war der Höhenrichtbereich eingeschränkt. In Feuerstellung wurde die Bodenabstützung eingesetzt, um dem Geschütz einen besseren Stand zu geben. Das gleiche System wurde beim Mörser Obusier de 120 mm C modèle 1890 verwendet. Das hydropneumatische System war allerdings nicht wirksam genug, um den Rückstoß ausreichend zu absorbieren, das Geschütz blieb dadurch instabil. Im August 1914 waren insgesamt 134 dieser Mörser bei den schweren Feldartillerieregimentern und den Fußartillerieregimentern in den Forts des Système Séré de Rivières im Einsatz.

## Weitere Technische Daten
| Bezeichnung                                         | Canon de 155 C de siège sur col affût de siège mle 1881 | Canon de 155 C sur plateforme „Baquet“ |
| --------------------------------------------------- | ------------------------------------------------------- | -------------------------------------- |
| Modelljahr                                          | 1881                                                    | 1880                                   |
| Durchmesser der Züge                                | 157 mm                                                  | 157 mm                                 |
| Durchmesser Pulverkammer                            | 160 mm                                                  | 160 mm                                 |
| Verschluss                                          | System de Bange                                         | System de Bange                        |
| Länge der Pulverkammer                              | 250 mm                                                  | 250 mm                                 |
| Verschlusslänge                                     | 237 mm                                                  | 237 mm                                 |
| Verschlussgewicht                                   | 68 kg                                                   | 68 kg                                  |
| Gewicht der Lafette in Transportstellung mit Rädern | 1460 kg                                                 |                                        |
| Gewicht der Lafette in Transportstellung ohne Räder | 1165 kg                                                 |                                        |
| Gesamtgewicht in Transportstellung mit Rädern       | 2490 kg                                                 |                                        |
| Gewicht in Transportstellung ohne Räder             | 2155 kg                                                 |                                        |
| Gewicht Plattform ohne Räder                        |                                                         | 1985 kg                                |
| Gesamtgewicht in Feuerstellung mit Rädern           |                                                         | 3315 kg                                |
| Gesamtlänge                                         | 5,13 m                                                  |                                        |
| Rücklaufbremse                                      | ohne                                                    | hydraulisch                            |
| Höhenrichtbereich                                   | +60° bis −17°                                           | +65° bis −5°                           |
| Seitenrichtbereich                                  | 56°                                                     | 16°                                    |
| Kadenz                                              | 1 Schuss pro 2 Minuten                                  | 1,5 Schuss pro Minute                  |
| Maximale Schussweite                                | 6800 m                                                  | 6300 m                                 |
| Preis für das Rohr mit Verschluss                   | 7300 Goldfrancs                                         | 7300 Goldfrancs                        |

## Munition
Die Haubitze „155C mle 1881“ verwendete getrennte Ladungen. Die Treibladung bestand aus Pulversäckchen mit einem Inhalt von 2,8 bis 6 kg.
| Bezeichnung                                         | Geschossgewicht Treibladung                 | Sprengladung  | Anmerkungen                      |
| --------------------------------------------------- | ------------------------------------------- | ------------- | -------------------------------- |
| Sprenggranate (Obus ordinaires)                     | 40 kg 1,4–2,1 kg Schwarzpulver oder Melinit |               |                                  |
| Verlängerte Granate M 1890 (Obus allongés mle 1890) | 43 kg 10,3 kg Melinit                       |               |                                  |
| Granate 4½ Kaliber (Obus de 4½ calibres)            | 43,7 kg 12 kg                               |               |                                  |
| Granate mit Bodenzünder (Obus de rupture)           | ?                                           | ?             |                                  |
| Schrapnell (Obus à balles)                          | 40,59 kg                                    | 450 g         | 270 je 26,1 g schwere Bleikugeln |
| Granatkartätsche (Obus à mitraille)                 | 40,5 kg                                     | 550 g         | 416 je 25 g schwere Bleikugeln   |
| Büchsenkartätsche (Boîtes à mitraille)              | 39,6 kg                                     |               | 429 je 65 g schwere Bleikugeln   |
| Brandgranaten (Projectiles incendiaires)            | ?                                           | 800 g Melinit | 30 Brandmittelbehälter           |